# یواس‌اس چارلستون (۱۷۹۸)
یواس‌اس چارلستون (۱۷۹۸) (به انگلیسی: USS Charleston (1798)) یک کشتی بود که طول آن ۵۲ فوت (۱۶ متر) بود. این کشتی در سال ۱۷۹۸ ساخته شد.